# Teorema de Hilbert-Burch
Em matemática, o Teorema de Hilbert-Burch descreve a estrutura de algumas  resoluções livres de Aneis de  quociente de  Local ou  classificados de  Aneis de polinômio  no caso em que o quociente tem Dimensão projetiva.  Hilbert em 1890, provou uma versão deste teorema para aneis de polinomios, e Burch (1968, p.944) mostrou uma versão mais geral. Vários outros autores mais tarde redescobriram e publicaram variações deste teorema. Eisenbud (1995, theorem 20.15) dá uma declaração e prova.

## Demonstração
Se  R  é um anel local com um  ideal  I 'e
{\displaystyle 0\rightarrow R^{m}\rightarrow R^{n}\rightarrow R\rightarrow R/I\rightarrow 0}
é uma resolução livre de  R  -  módulo  R  / 'I' ', então' m = n – 1 e o ideal 'I' é 'aJ' 'onde' 'a' 'é um zero divisor não de' 'R' 'e' 'J' é a profundidade de 2 ideal gerado pelos determinantes dos menores de tamanho 'm' da matriz do mapa de Rm to Rn.